# Oliva (Schiff)
Die Oliva war ein unter der Flagge Maltas fahrender Massengutfrachter, der im März 2011 vor der Nightingale Island auf Grund lief und zerbrach.

## Angaben zum Schiff
Die Oliva wurde 2009 von der chinesischen Hudong-Zhonghua Shipbuilding Group gebaut. Die Kiellegung des Schiffes fand am 8. April, der Stapellauf am 24. Juni 2009 statt. Die Ablieferung an den Reeder, Monteagle Shipping S.A., erfolgte am 17. August 2009. Betrieben wurde das Schiff von dem griechischen Unternehmen TMS Bulkers Ltd.
Das Schiff wurde von einem in China in Lizenz gebauten MAN B&W-Schiffsdieselmotor angetrieben. Es verfügte über sechs Laderäume.

## Schiffsunfall im März 2011
Das Schiff lief am 16. März 2011 gegen 4:30 Uhr an den Klippen von Nightingale Island, einer Insel der südatlantischen Inselgruppe Tristan da Cunha, auf Grund. An Bord des Schiffes, das in Santos, Brasilien, Sojabohnen für Singapur geladen hatte, befanden sich zu diesem Zeitpunkt 22 Besatzungsmitglieder, ein griechischer Kapitän und 21 philippinische Seeleute.
Ein Fischereifahrzeug, das sich in der Nähe befand, übernahm 12 Besatzungsmitglieder und blieb zunächst in der Nähe des Havaristen, um im Notfall eingreifen zu können. Da sich das Wetter verschlechterte, wurde entschieden, auch die verbliebenen zehn Besatzungsmitglieder abzubergen. Dies geschah am 17. März mit Hilfe von Schlauchbooten des inzwischen an der Unglücksstelle angekommenen Kreuzfahrtschiffes Prince Albert II. Die geborgenen Besatzungsmitglieder wurden ebenfalls an Bord des Fischereifahrzeuges gebracht. 15 der Besatzungsmitglieder wurden anschließend nach Tristan da Cunha gebracht, die übrigen Seeleute blieben an Bord des Fischereifahrzeuges und kehrten zum Unglücksort zurück.
Das Schiff zerbrach in der Nacht vom 17. auf den 18. März 2011. Dabei wurden etwa 800 Tonnen Schweröl freigesetzt, die wichtige Brutplätze für verschiedene Tierarten der Inselgruppe gefährdeten, so waren unter anderem mehrere Kolonien von Felsenpinguinen vom Öl betroffen.
Zwei Jahre später wurde das Rettungsboot des Schiffes, das die Besatzung nicht benutzt hatte, in Australien angespült. Es war noch intakt.